# Mały pingwin Pik-Pok
Mały pingwin Pik-Pok – książka dla dzieci autorstwa Adama Bahdaja wydana po raz pierwszy w 1969 roku. 
Treścią są przygody małego pingwina Pik Poka, który mieszka na Wyspie Śniegowych Burz i marzy o podróżowaniu. Kiedy na jego wyspie ląduje samolot, Pik-Pok ukrywa się w środku i odbywa podróż do Europy. W Warszawie zaprzyjaźnia się z pilotem i jego córką Kasią. Odbywa wiele podróży i przeżywa liczne przygody.
Na podstawie książki powstał serial animowany o tym samym tytule.